# T. Webber Wilson
Thomas Webber Wilson (* 24. Januar 1893 in Coldwater, Tate County, Mississippi; † 31. Januar 1948 ebenda) war ein US-amerikanischer Politiker.
Wilson studierte am law department der University of Mississippi in Oxford und beendete sein Studium 1913. Im selben Jahr wurde er in die Anwaltschaft aufgenommen und praktizierte nun in Laurel, Mississippi. 1915 bis 1919 war er Staatsanwalt von Jones County. Danach wurde von 1919 bis 1923 er Bezirksstaatsanwalt am 12. Gerichtsbezirk von Mississippi.
Wilson wurde als Demokrat in den Kongress gewählt und vertrat dort vom 4. März 1923 bis zum 3. März 1929 den Bundesstaat Mississippi im Repräsentantenhaus der Vereinigten Staaten. Statt erneut für einen Sitz im Repräsentantenhaus zu kandidieren, versuchte Wilson erfolglos sich als Kandidat für eine Kandidatur zum Senator im US-Senat nominieren zu lassen. Nach seinem Ausscheiden aus der Politik praktizierte er von 1928 bis 1933 wieder als Anwalt. 1933 wurde er zum Bundesrichter für die Amerikanischen Jungferninseln ernannt und übte dieses Amt bis 1935 aus. 1935 bis 1947 war Wilson schließlich Mitglied der Kommission für Haftentlassungen im Justizministerium in Washington, D.C. Er starb 1948 in Coldwater und wurde auf dem Magnolia Cemetery beigesetzt.